# Платинадиплутоний
Платинадиплутоний — бинарное неорганическое соединение
платины и плутония
с формулой Pu2Pt,
кристаллы.

## Получение
- Сплавление стехиометрических количеств чистых веществ:

{\displaystyle {\mathsf {Pt+2Pu\ {\xrightarrow {1130^{o}C}}\ Pu_{2}Pt}}}

## Физические свойства
Платинадиплутоний образует кристаллы
ромбической сингонии,
пространственная группа P nma,
параметры ячейки a = 0,7046 нм, b = 0,4707 нм, c = 0,8869 нм, Z = 4,
структура типа силицида дикобальта Co2Si
.
Соединение образуется по перитектической реакции при температуре 850°С .